# Урожай (футбольный клуб, Светлоград)
«Урожай» — советский футбольный клуб из Светлограда (Петровское). Основан не позднее 1964 года.

## Результаты выступлений
| Сезон     | Турнир                                                   | Достижение  |
| --------- | -------------------------------------------------------- | ----------- |
| 1967      | Чемпионат СССР, класс «Б», 3-я зона РСФСР                | 18-е место  |
| 1967/1968 | Кубок СССР, 3-я зона РСФСР                               | 1/16 финала |
| 1968      | Чемпионат СССР, класс «Б», 3-я зона РСФСР                | 18-е место  |
| 1969      | Чемпионат СССР, класс «Б», 4-я зона РСФСР                | 18-е место  |
| 1969      | Чемпионат СССР, класс «Б», 2-я зона РСФСР, 2-я подгруппа | 18-е место  |